# Cleantiella isopus
Cleantiella isopus är en kräftdjursart som först beskrevs av Edward John Miers 1881.
Cleantiella isopus ingår i släktet Cleantiella och familjen tånglöss. Inga underarter finns listade i Catalogue of Life.